# Ardea cinerea
La garza real (Ardea cinerea) o airón es una especie de ave pelecaniforme de la familia Ardeidae propia de Eurasia y África. Es un ave acuática esbelta y de gran tamaño, de largos cuello y patas, con plumaje principalmente gris. Habita en ríos, lagos y todo tipo de humedales de agua dulce y salobre. Es sedentaria en las regiones templadas, pero muchas poblaciones migran a zonas más frías en verano y a zonas más cálidas en invierno.

## Taxonomía

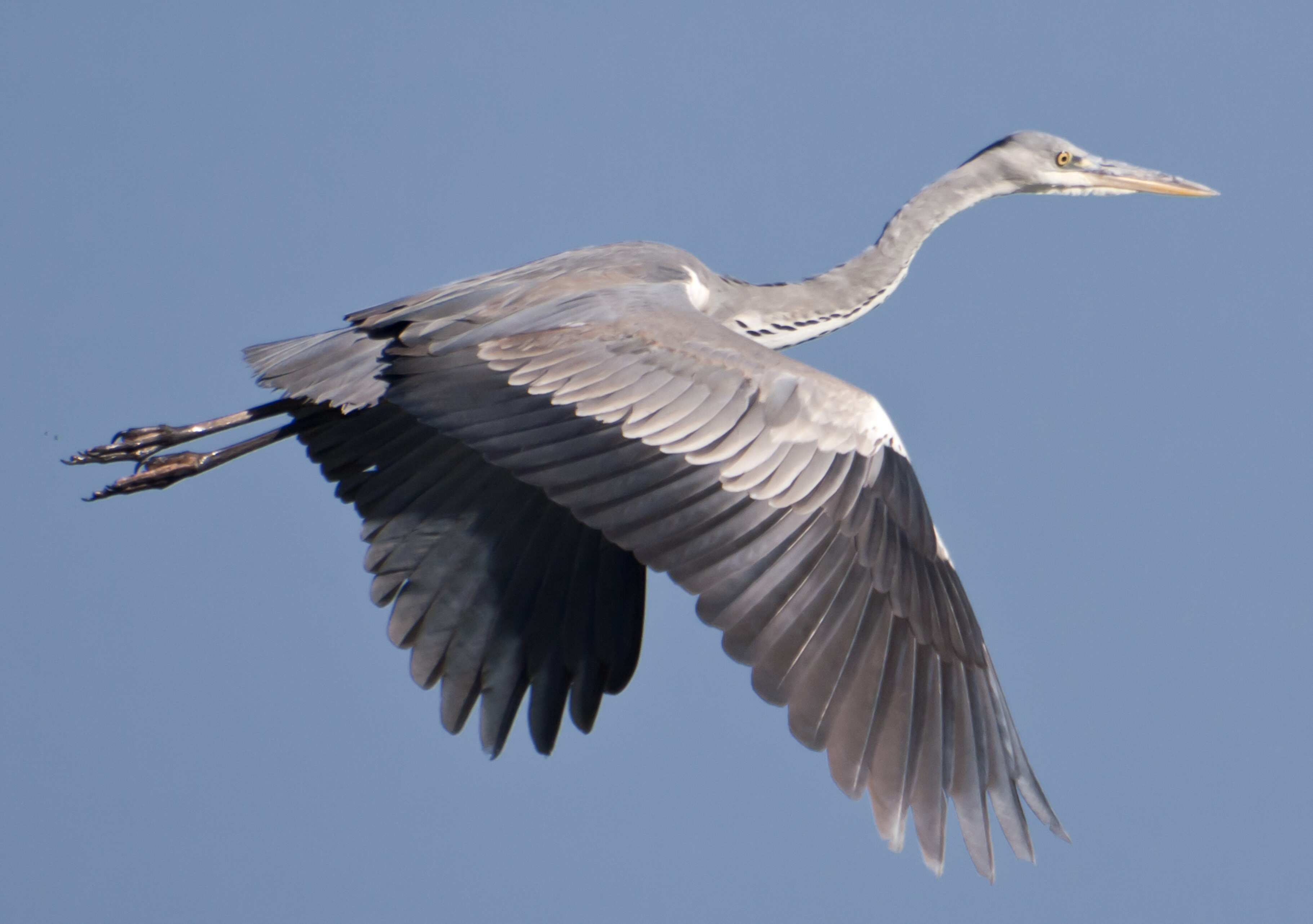
Juvenil en pleno vuelo

La garza real es la especie tipo del género Ardea, perteneciente a la familia de las garzas, Ardeidae. Las garzas se clasifican en el orden Pelecaniformes, junto a otras cuatro familias de aves acuáticas: Pelecanidae (pelícanos), Threskiornithidae (ibis y espátulas), Balaenicipitidae (picozapato) y Scopidae (ave martillo). La garza real, como la mayoría de las garzas actuales, pertenece a la subfamilia Ardeinae, que incluye a las garzas típicas (Ardea), garcillas, garcitas, martinetes y afines.
La garza real fue descrita científicamente por Carlos Linneo en 1758, en la décima edición de su obra Systema naturae, con el mismo nombre que en la actualidad, Ardea cinerea, que significa «garza gris». Se reconocen cuatro subespecies diferenciadas de garza real:
- A. c. cinerea (Linnaeus, 1758) - se extiende por Europa, África continental y el oeste de Asia.
- A. c. jouyi (Clark, 1907) - presente en el este de Asia, Sumatra y Java.
- A. c. monicae (Jouanin y Roux, 1963) - endémica de las islas Banc d'Arguin, Mauritania.
- A. c. firasa (Hartert, 1917) - ocupa Madagascar, las islas Comoras y Aldabra.

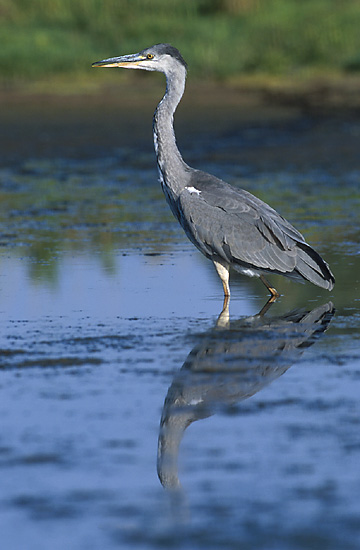
Ejemplar subadulto

Está cercanamente emparentada con la norteamericana garza azulada (Ardea herodias, de aspecto muy similar, de la que difiere en ser algo más grande, y tener pardos sus flancos y muslos) y con la garza cuca (Ardea cocoi) de Sudamérica, con las que forma una superespecie. Algunos expertos consideran que la subespecie A. c. monicae debería clasificarse como especie separada. Se sabe que la garza real híbrida con la garceta blanca (Ardea alba), la garceta común (Egretta garzetta), la garza azulada y la garza imperial (Ardea purpurea).

## Descripción

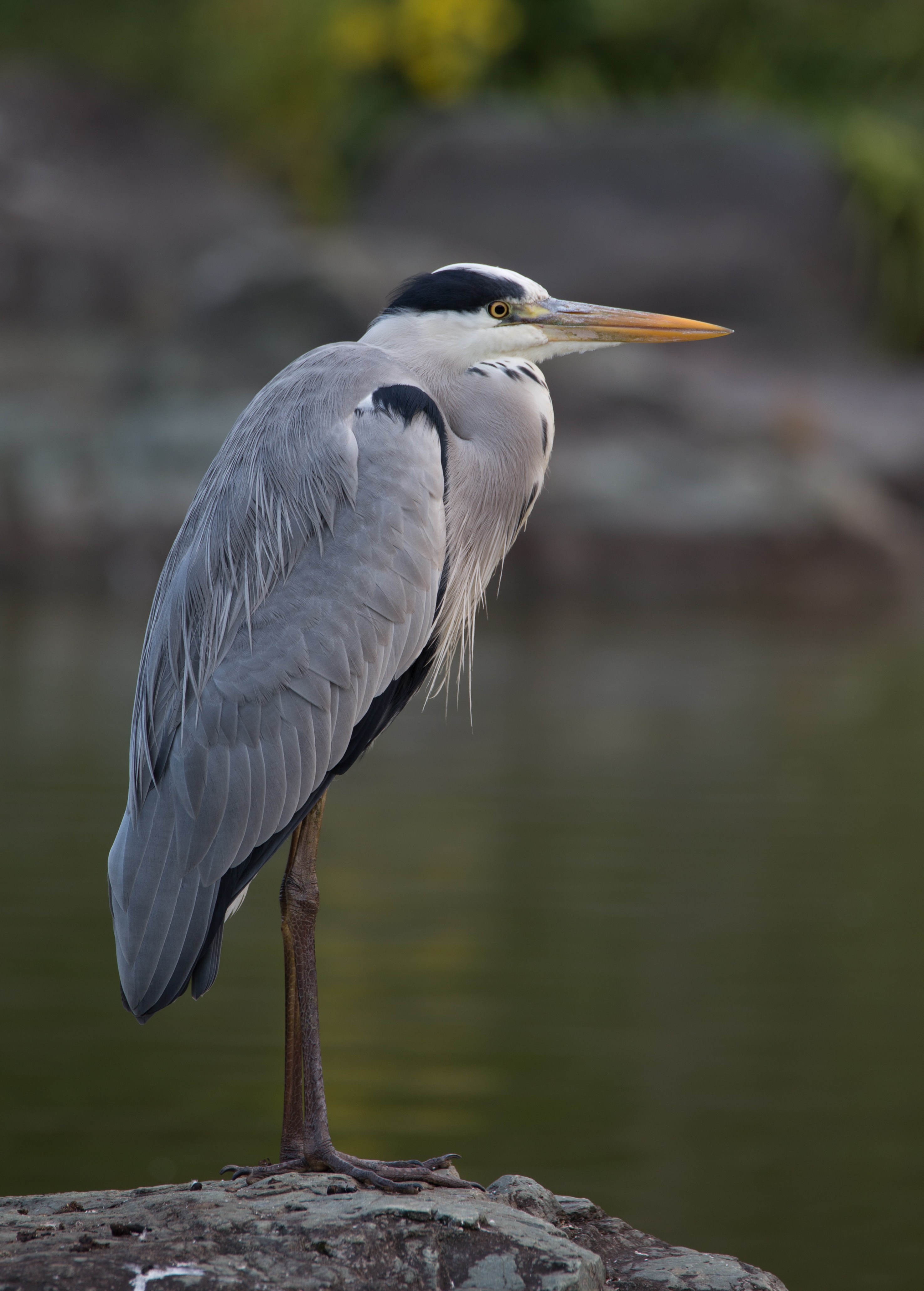
Se caracteriza por su plumaje gris y sus franjas superciliares negras

Es un ave grande, que mide de 90 a 95 cm de altura, con una longitud corporal de 84 a 102 cm, una envergadura de alas de 1,75 a 1,95 m y un peso de 1 a 2 kg. Su plumaje es principalmente gris en las partes superiores y gris blanquecino en las inferiores. Los adultos tienen la cabeza y parte superior del cuello blancos, con franjas superciliares negras que se prolongan en un penacho trasero delgado, y una línea veteada negruzca azulada a lo largo del cuello. Presentan dos manchas negras en los hombros que se extienden por los flancos. Tienen un pico fuerte rosa-amarillento, brillante cuando son adultos y cuya coloración se hace más intensa en la época del celo. Tienen las plumas escapulares alargadas, al igual que las de la base del cuello. Los inmaduros tienen toda la cabeza gris y carecen de las oscuras de la cabeza, y su penacho trasero es gris oscuro. Su largo cuello suele estar retraído en forma de ese (S), y las alas arqueadas. El iris de sus ojos es amarillo y sus largas patas son parduzcas.
Su llamada principal es un graznido de tipo "fraaank", pero emite una variedad de sonidos guturales roncos en sus colonias de cría. Los machos emiten una llamada especial de aviso para animar a la hembra a unírsele al nido, y ambos emiten varios tipos de llamadas de saludo antes de emparejarse. Los machos emiten una "schaah" alto para expulsar a otras aves de su nido y un "gogogo" suave para expresar ansiedad, como cuando se acerca un depredador o un humano anda cerca de su colonia.

## Distribución geográfica y hábitat

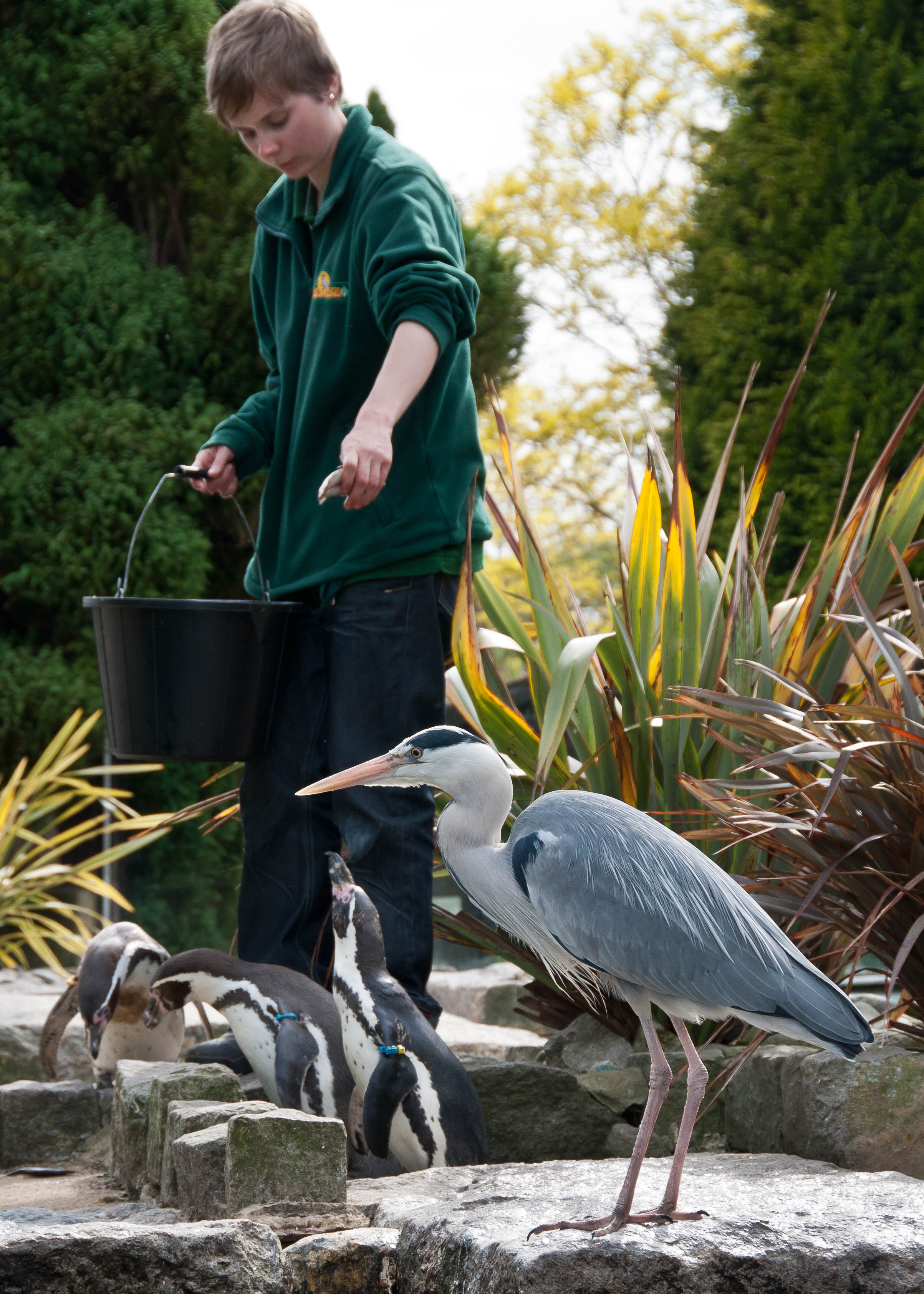
Suelen frecuentar los ríos urbanos y los lagos de parques y zoológicos

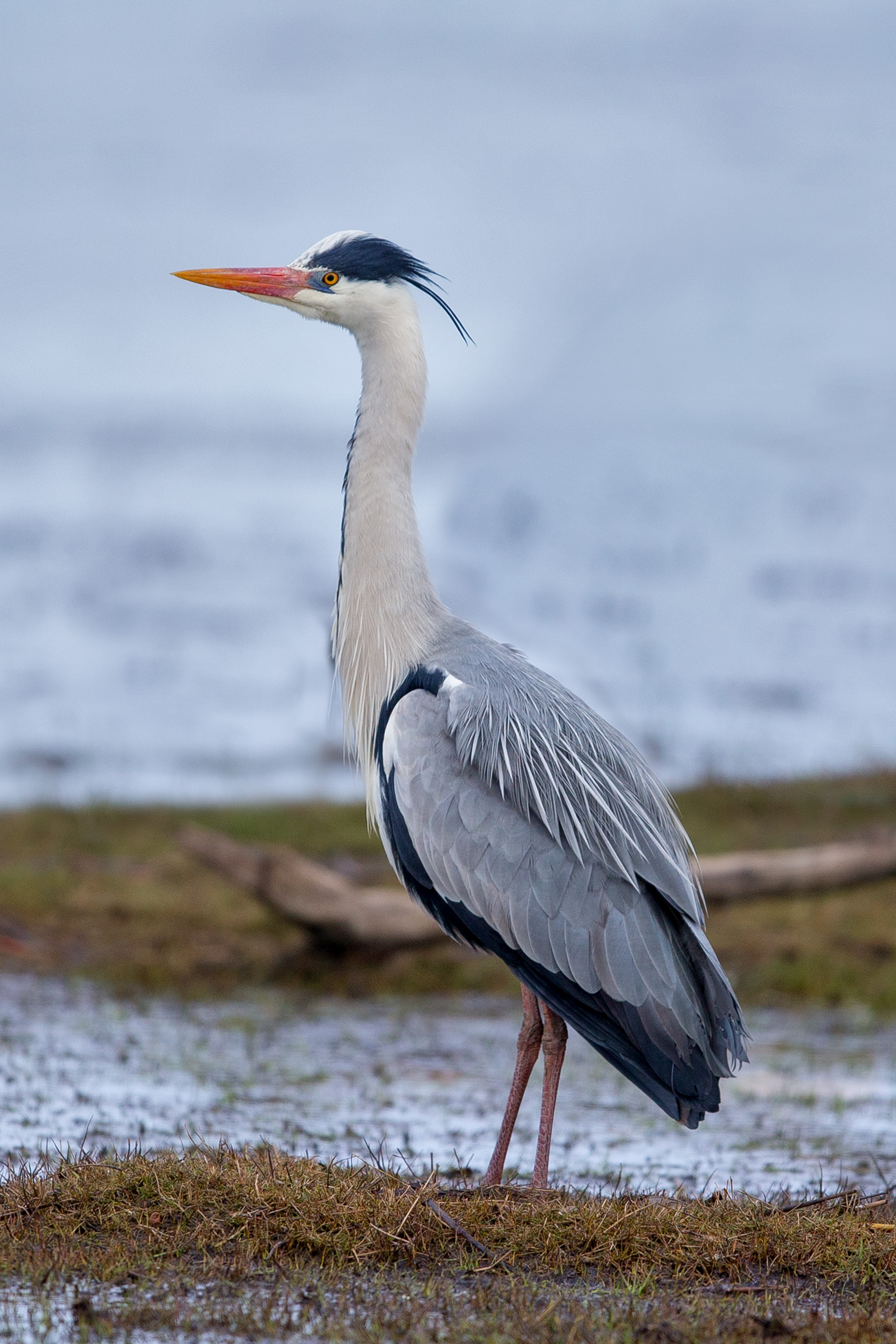
Pescan en zonas de aguas someras

La garza real ocupa la mayor parte de las regiones Paleártica y Paleotrópica. La subespecie nominal A. c. cinerea alcanza los 70° norte en Noruega y los 66° norte en Suecia, pero su límite norte ronda los 60° norte en el resto de Europa y Asia hasta los Urales. Su área de cría se extiende desde la España peninsular y toda la costa meridional del Mediterráneo, los Balcanes y el Cáucaso. También está presente en las islas Canarias, el norte de África y las islas del Mediterráneo. Es remplazada por la subespecie A. c. jouyi en Siberia, Mongolia, China, Corea y Japón. En Madagascar y las islas Aldabra se encuentra la subespecie A. c. firasa, mientras que la subespecie A. c. monicae se restringen a Mauritania y las islas costeras cercanas. En gran parte de su área de distribución son sedentarias, pero las poblaciones más septentrionales son migratorias y pasan el invierno en el sur de Europa, Asia y el África subsahariana. En toda esta extensión de territorio se le puede encontrar hasta los 4000 m s. n. m.
En su área de distribución la garza real se encuentra en cualquier hábitat acuático que pueda proporcionarle el alimento que necesita. Puede encontrarse en aguas dulces, salobres o saladas, así como en zonas de agua estancada o donde haya corriente. Estas masas de agua deben tener zonas poco profundas donde puedan caminar para pescar y ser libres de nieves al menos cuatro o cinco meses al año. Aunque es más común en zonas bajas, también puede encontrarse en lagos de montaña, embalses, además de los ríos, estuarios y albuferas, e incluso en la costa en deltas, salinas, manglares, estuarios y playas. Muestra preferencia por zonas arboladas pues gusta de posarse y anidar en los árboles. A veces se alimenta fuera del agua en herbazales, y se han observado en zonas desérticas cazando escarabajos y lagartijas. Las colonias de cría generalmente están cerca de las zonas de alimentación, pero excepcionalmente pueden estar hasta a 8 km, y a veces las garzas llegan a buscar alimento hasta a 20 km de su lugar de anidamiento.

## Comportamiento

Las garzas vuelan con el cuello retraído y pausadamente

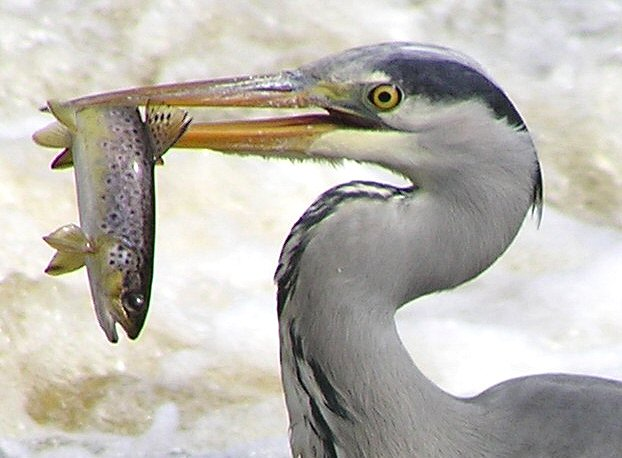
Se alimentan de peces de diversos tamaños

Las garzas reales suelen volar con el cuello retraído en forma de ese. Esto es característico de las garzas y los avetoros, y las diferencia de las cigüeñas, grullas y espátulas, que vuelan con el cuello extendido. Vuelan con aleteos pausados y a veces planean cortas distancias. A veces se elevan haciendo círculos en el aire a altura considerable, pero no tan a menudo como las cigüeñas. En primavera y, ocasionalmente, en otoño, las garzas vuelan alto por encima de la colonia y se persiguen unas a otras, realizando maniobras aéreas y vuelos picados hacia el suelo. A menudo se posan en los árboles, pero pasan mucho tiempo en el suelo deambulando o quedándose paradas largos periodos de tiempo en postura erguida, con frecuencia sobre una sola pata.
Es generalmente un ave solitaria, pero en épocas en las que el alimento es abundante o, por el contrario, las áreas de caza son escasas, pueden concentrarse en grandes bandadas. Puede alimentarse a cualquier hora del día, aunque se muestran más activas al amanecer y al crepúsculo, pasando las horas centrales del día y la noche posadas en solitario o en grupo en árboles, acantilados, islotes o directamente en la orilla.

### Alimentación

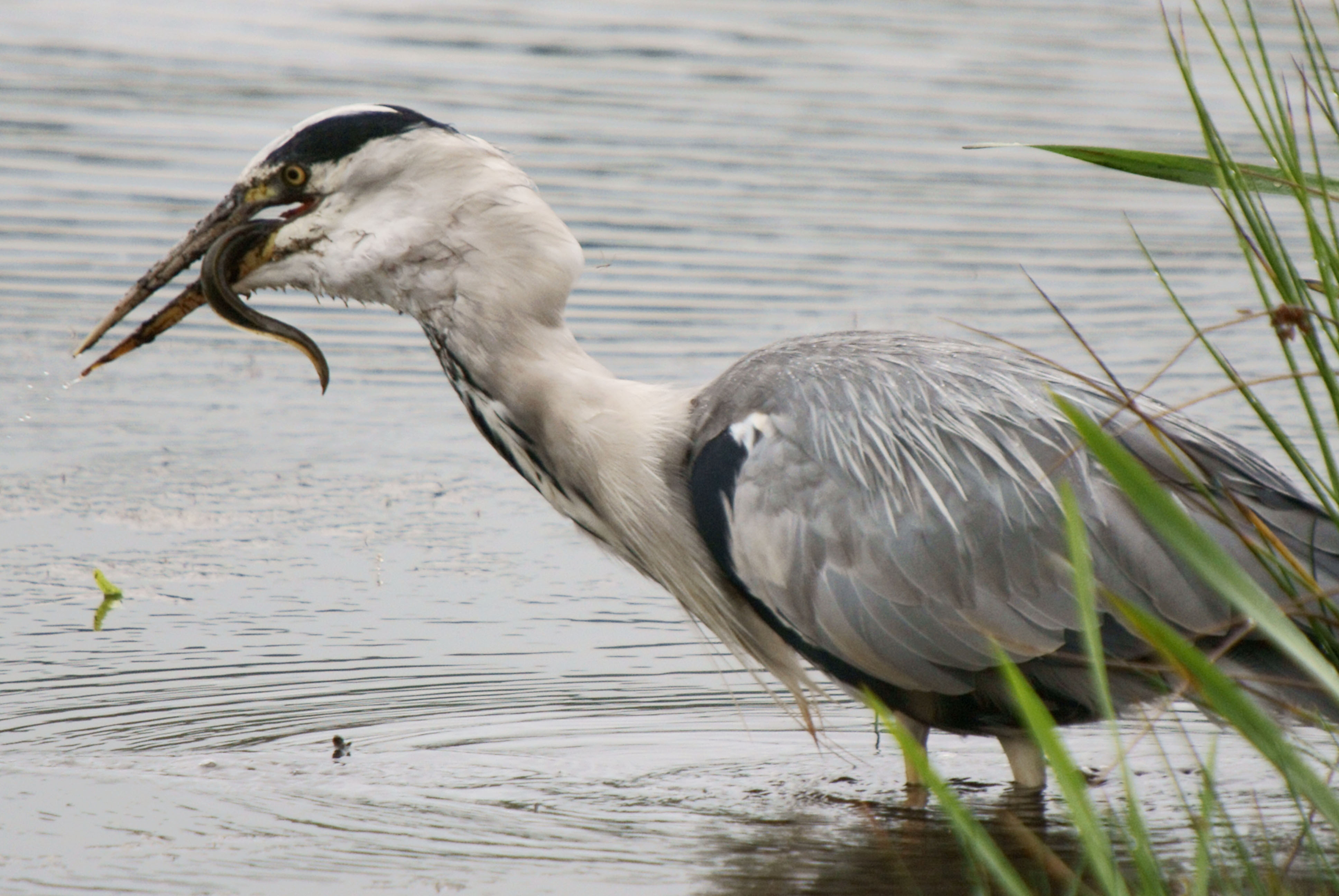
Tragando una anguila

La garza real suele alimentarse de peces, anfibios, pequeños mamíferos e insectos. Pescan en aguas someras atrapando a sus presas con su largo y afilado pico. También se las avista atrapando y comiendo pollos de otras aves, como patitos, y ocasionalmente atrapan aves mayores, del tamaño de hasta un rascón. Pueden pescar al acecho, permaneciendo quietas con las patas metidas en el agua o sobre una roca o los bancos de arena de las orillas, esperando a que sus presas se acerquen lo suficiente para atacarlas. También pueden pescar caminando lentamente por el agua con el cuerpo en posición menos erguida que cuando descansan y con el cuello curvado en forma de ese. Entonces alargan el cuello con gran rapidez para golpear con su pico a la presa.
Se tragan los peces pequeños colocándolos con la cabeza por delante en el momento, y las presas grandes como las anguilas y las aves las llevan a la orilla para matarlas golpeándolas contra el suelo o atravesándolas con el pico. Las garzas suelen regurgitar egagrópilas de materiales no digeribles como huesos, pelo o los restos de los exoesqueletos quitinosos de los insectos.

### Reproducción

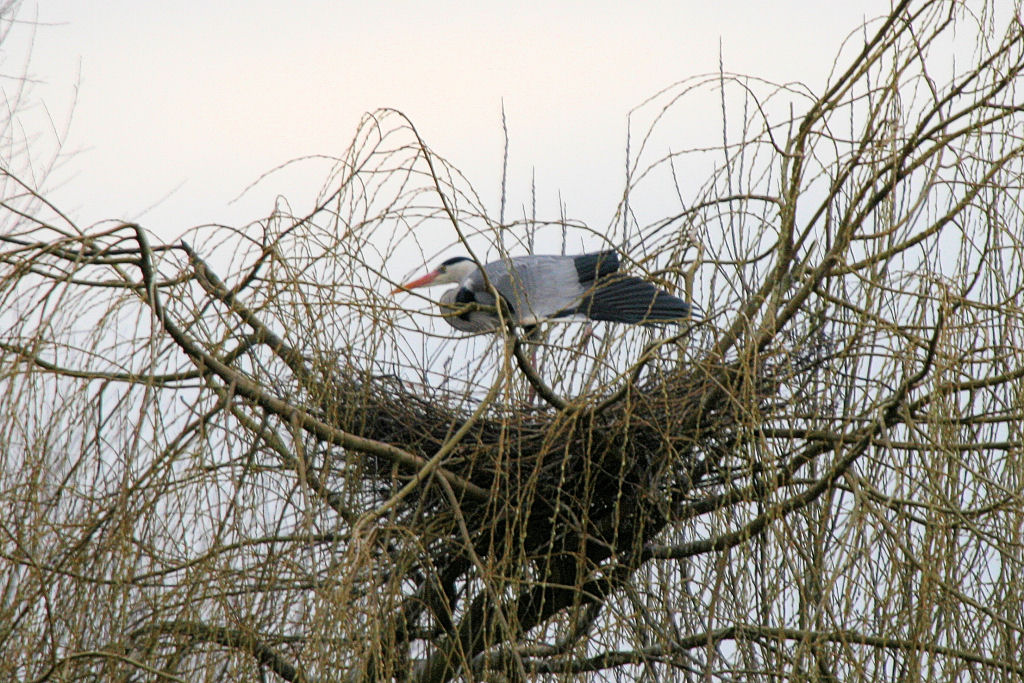
Las garzas suelen construir sus nidos en los árboles

Las garzas reales crían en colonias, generalmente en árboles altos cerca de los lagos, riberas y demás humedales. A veces pueden anidar en otras ubicaciones como árboles bajos y arbustos, lechos de juncos y carrizales, y también en salientes de acantilados. Usan los mismos nidos año tras año hasta que se caen. Los nidos empiezan como una pequeña plataforma de palitos, pero pueden terminar siendo una enorme masa de material acumulado durante años. Pueden tener el interior forrado con ramitas más pequeñas, hierbas, juncos y fibras. Normalmente el macho recolecta los materiales mientras que la hembra se encarga de construir el nido. Las actividades reproductivas tienen lugar entre febrero y agosto. Cuando los individuos llegan al nido, realizan una ceremonia de saludo en la que cada miembro de la pareja despliega y pliega las alas y eriza las plumas. En muchos sitios las colonias de cría están entremezcladas con algunos nidos de garza imperial y otras especies de garzas.

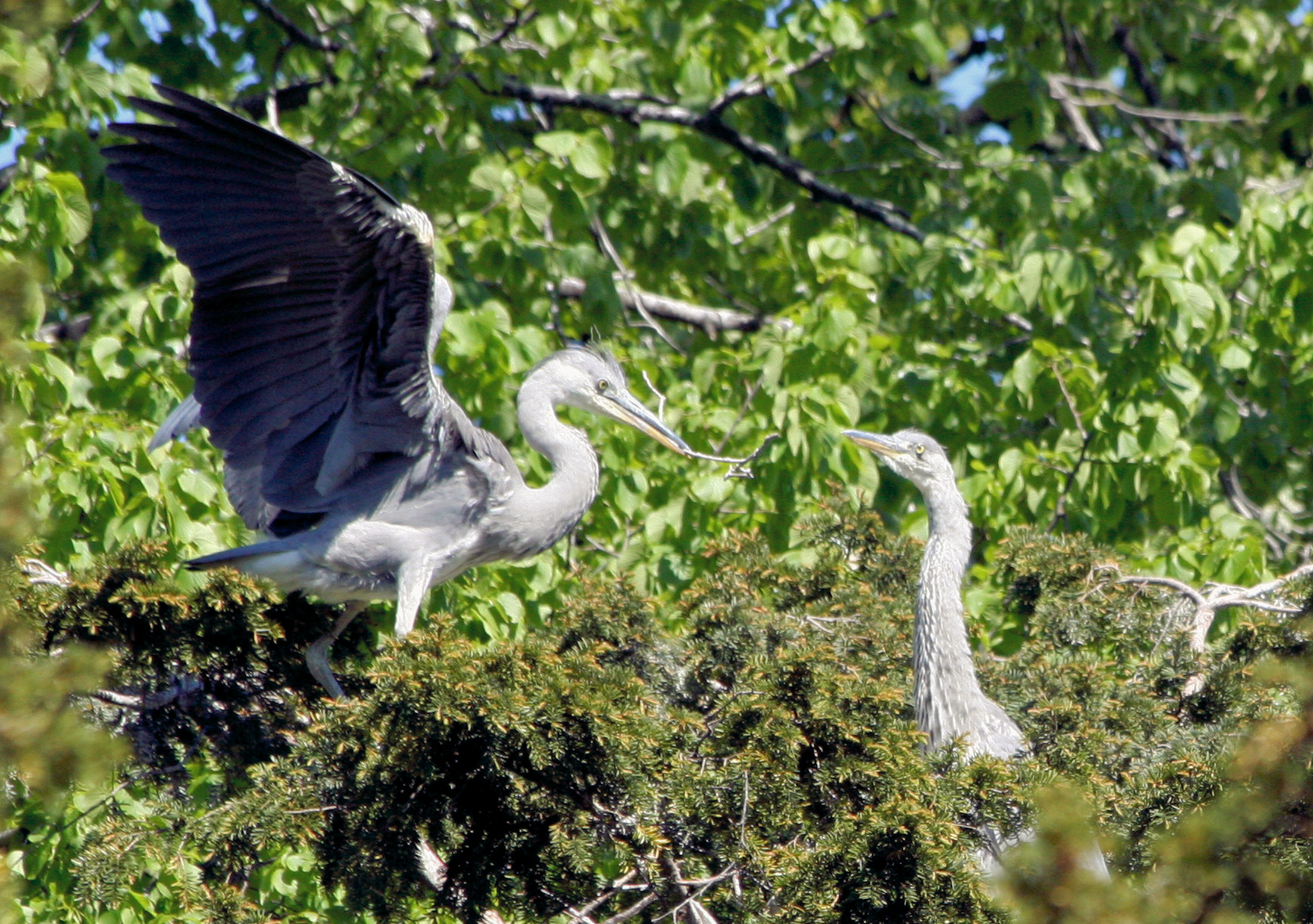
Construyen su nido con ramitas

Durante el cortejo el macho emite llamadas desde el lugar de anidamiento elegido. Al llegar la hembra ambos empiezan a desplegar las alas y alargar el cuello hacia arriba, y luego lo balancean hacia atrás y adelante simultáneamente. Al mismo tiempo flexionan sus patas antes de volver a su posición normal. También realizan exhibiciones en las que estiran el cuello hacia delante y luego bajan la cabeza a la altura de los pies mientras ambos castañetean con el pico. Pueden realizar esta exhibición de veinte a cuarenta veces seguidas. Una vez emparejadas, las dos garzas se acarician y acicalan mutuamente. Entonces el macho empieza a ofrecer a la hembra palitos que ella incorporará al nido. Con ello el macho se excita, incrementa los acicalados a la hembra y se produce la cópula.

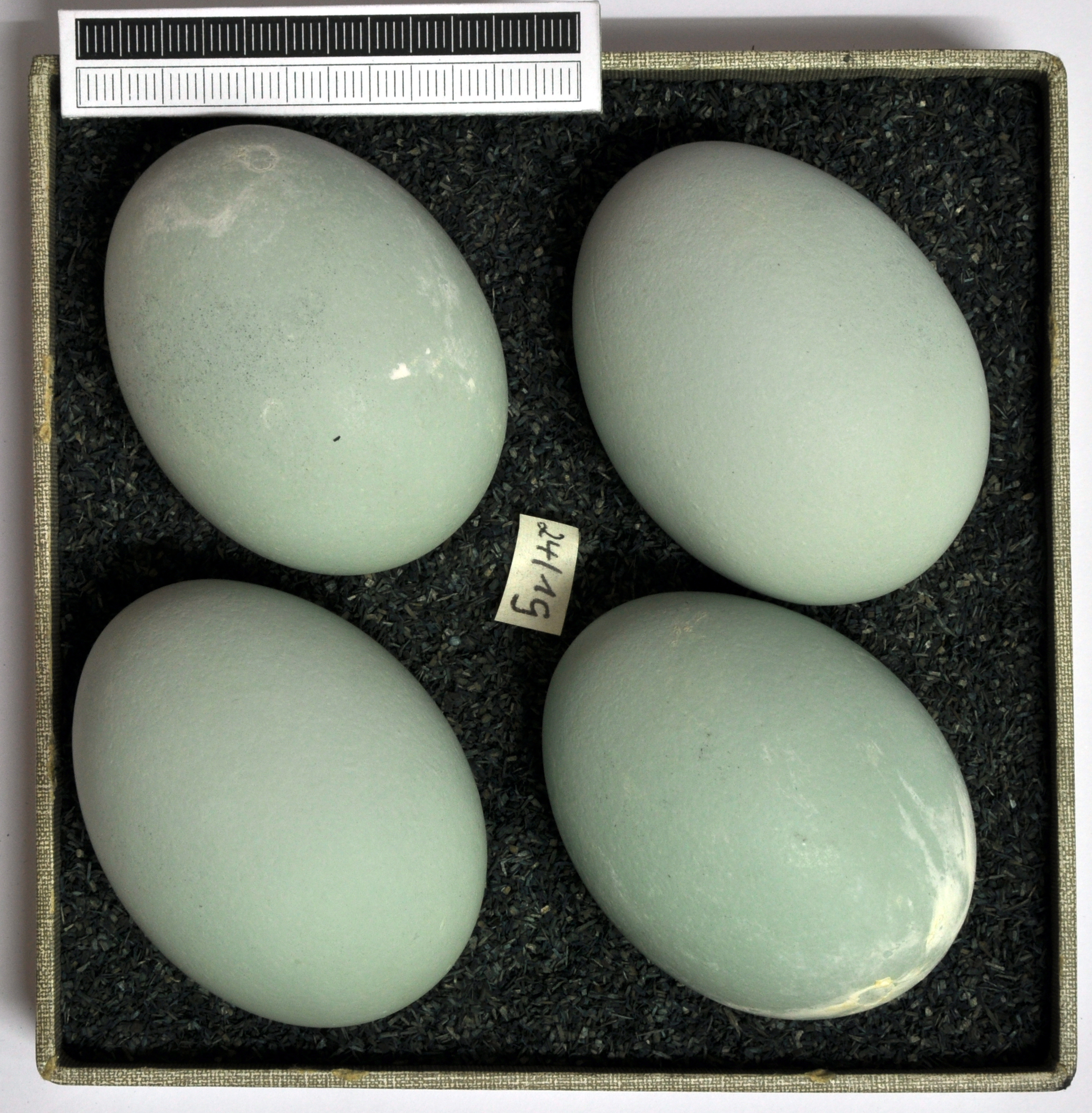
Huevos de garza en el Museo Wiesbaden

La hembra suele realizar una puesta de tres a cinco huevos, aunque a veces puede poner solo dos o llegar a los siete huevos. Los huevos son de color azul verdoso claro con la superficie mate. Miden una media de 60x43 mm. Suele poner los huevos con intervalos de dos días entre cada uno y el siguiente, y la incubación empieza con la puesta del primer o segundo huevo. Ambos miembros de la pareja toman parte de la incubación, que dura unos veinticinco días. Ambos progenitores llevan comida a los polluelos. Al principio los polluelos toman el alimento regurgitado del pico de los adultos. Más tarde los adultos regurgitan la comida en el nido y los polluelos se la disputan. Los polluelos tardan siete u ocho semanas en dejar el nido. Generalmente hay una sola nidada por temporada, aunque algunas veces se registran dos.
La garza real más vieja registrada tenía treinta y tres años, pero la esperanza de vida media de las garzas silvestres es de unos cinco años. Solo un tercio de los juveniles sobrevive para llegar a su segundo año de vida, y muchos son víctimas de los depredadores.

## Depredadores y parásitos
Al ser aves de gran tamaño y con poderosos picos, las garzas reales adultas tienen pocos depredadores, pero sus huevos y juveniles son más vulnerables. Los progenitores no suelen dejar sus nidos desatendidos, pero pueden ser expoliados por los córvidos y milanos. Ocasionalmente pueden ser atacadas por las nutrias.
Un estudio realizado por Sitko y Heneberg en la República Checa entre 1962 y 2013 indica que las garzas reales de Europa central albergan veintinueve especies de gusanos parásitos. Las especies que predominan son Apharyngostrigea cornu (67 % de prevalencia), Posthodiplostomum cuticola (41 %), Echinochasmus beleocephalus (39 %), Uroproctepisthmium bursicola (36 %), Neogryporhynchus cheilancristrotus (31 %), Desmidocercella numidica (29 %) y Bilharziella polonica (5 %). Los juveniles hospedan menos especies, pero la intensidad de la infección era más alta en estos que en las garzas adultas. En cuanto a los digeneos encontrados en las garzas centroeuropeas, el 52 % de las especies probablemente infectaron a sus huéspedes fuera de Europa central, en sus cuarteles de invierno o paradas migratorias, a pesar de que gran parte de las garzas reales no migra al sur.

## Conservación
La UICN cataloga a esta especie como de preocupación menor debido a la gran extensión de su área de distribución y a que su población es bastante grande (estimada entre quinientos mil y los dos millones y medio ejemplares adultos). Sin embargo, muchas de las poblaciones de esta ave pueden encontrarse en peligro debido a las amenazas que sufren los ecosistemas donde viven.